# Bourletiella lippsoni
Bourletiella lippsoni är en urinsektsart som beskrevs av Jerry Allen Snider 1978. Bourletiella lippsoni ingår i släktet Bourletiella och familjen Bourletiellidae. Inga underarter finns listade.